# Teacher's Pet (pel·lícula de 1958)
|  | Teacher's Pet redirigeix aquí. Per la pel·lícula de Disney vegeu Teacher's Pet (pel·lícula de 2004) |

Teacher's Pet és una pel·lícula estatunidenca dirigida per George Seaton, estrenada l'any 1958.

## Argument
James Gannon (Clark Gable) és redactor en cap d'un gran periòdic novaiorquès. El seu ofici, l'ha après treballant i considera doncs la formació com una pèrdua de temps. També quan la professora Stone la convida a donar algunes conferències al seu curs de periodisme, li envia una carta de rebuig explicant-li de manera mordaç el seu punt de vista. Sabent la notícia, el director del periòdic obliga Gannon a anar-hi per excusar-se amb la finalitat d'agradar al seu editor que forma part del consell d'administració de la universitat on ensenya el professor Stone. Quan hi arriba, quina no és la seva sorpresa de descobrir que el professor Stone és una dona, i una força maca (Doris Day). Però abans que l'hagi pogut, havent-lo pres per un estudiant, ella el fa asseure abans de llegir a la classe la carta de Gannon i de ridiculitzar aquest últim qualificant-lo de relíquia del passat. En mal estat, Gannon abandona discretament la classe.
L'endemà, Gannon decideix seguir el curs amb la finalitat de mostrar al professor Stone què és realment el periodisme. Arriba amb retard al curs següent però dona bones respostes abans fins i tot que el professor. Excedida, li fa observar que no està inscrit i no pot doncs seguir el curs. No hi fa res, Gannon s'inscriu de seguida i demanda a poder també efectuar el treball de composició que els altres estudiants han hagut d'aportar al curs. Compleix ràpidament i el professor, pensant que el seu treball no val res i volent d'un cop per sempre posar-la al seu lloc, decideix de llegir la seva còpia davant tota la classe. Amb gran sorpresa l'article és perfecte i s'adona que té davant un alumne dotat. Gannon ha manllevat un nom amb la finalitat de no ser reconegut: Jim Gallagher. Conscient de l'interès que experimenta per ell la seva encantadora professora (de nom Erica), decideix seduir-la.
Però Erica no es deixa fer tan fàcilment. Primerament, creient en la seva capacitat, insisteix perquè treballi més que els altres estudiants i que els seus articles siguin sobretot basats en fons. Alguna cosa que Gannon no havia mai jutjat útil de desenvolupar el passat. A més s'adona que passa gairebé totes les seves tardes amb el Dr. Pine (Gig Young), un seductor professor de psicologia. No obstant això en una classe particular, Gannon abraça fogosament Erica abans d'abandonar el seu despatx, deixant-la ben excitada.
Més tard a la tarda, Erica i el metge Pine van al club nocturn on ja es troba Gannon acompanyat per Peggy (Mamie Van Doren), una jove i bonica cantant sense gaire cap. Erica, adonant-se de la presència del seu alumne a prop d'una bella dona té un atac de gelosia. Quan Peggy es prepara per cantar, Gannon s'uneix a Erica i el Dr. Pine. Desgraciadament per Gannon, el Dr. Pine es revela un brillant interlocutor sobre tots els temes i més còmodament que ell. Ell suborna llavors el cambrer per carregar els gots del Dr. Pine, però l'alcohol no sembla pas tenir pressa per fer-li efecte, mentre que Gannon, que tanmateix ha begut menys, està més borratxo. Sortint, no obstant això, Pine, que afirmava poder controlar mentalment els efectes de l'alcohol, amb l'aire fresc, que trenca les seves resistències.
Després d'haver-hi portat Pine a casa seva, Gannon porta Erica a la seva. Aquesta confessa no ser més que amiga de Pine i treballar amb ell en un llibre mentre que li costa cada vegada més amagar els seus sentiments per Gannon. A casa d'ella, s'entera que és filla de J.L. Stone, un gran director de diari que ha guanyat el premi Pulitzer. Avergonyit per haver-hi enganyat Erica de qui està enamorat, Gannon se'n va discretament. L'endemà va a veure Pine, amb una ressaca monumental, per demanar-li com confessar la seva mentida a Erica. Pine li aconsella jugar la carta de l'honradesa abans que no descobreixi la mentida ella mateixa.
Gannon decideix seguir el seu consell. Desgraciadament és cridat al despatx del seu editor. Erica s'hi troba també per presentar al periòdic un article de fons dirigida per Gannon (de fet per un dels seus periodistes) sota el nom de Gallagher. Quan veu que Gannon i Gallagher són la mateixa persona, Erica juga el joc fins al final de l'entrevista amb l'editor, a continuació se'n va, ferida per haver estat enganyada pel que imagina és una aposta entre periodistes. Gannon, profundament abatut, decideix tornar a veure Pine per demanar-li consell. Li explica igualment el seu sentiment d'inferioritat cara als que han estudiat. Són interromputs per un cop de timbre. Gannon va ràpidament a l'habitació, pendent que Pine acomiadi el seu visitant. És Erica. La fa entrar i li explica, exagerant molt, l'estat de depressió en el qual es troba Gannon. Aquest, durant aquest temps ha trobat articles del pare de Erica en l'habitació i els recorre amb la mirada. Mentre que Pine convenç Erica perquè perdoni Gannon, aquest entra declarant que els articles de J.L. Stone són molt dolents. Adonant-se de la presència de Erica, es referma en les seves posicions, explicant-li que si bé aquests articles estan molt ben escrits, tracten de temes insignificants.
Després de diversos dies de reflexió, passats en llegir i a rellegir els articles del seu pare, Erica s'adona que Gannon tenia raó. L'un i l'altre han entès que la teoria no val res sense la pràctica, decideixen d'associar-se pel curs de periodisme i més afinitats...

## Repartiment
- Clark Gable: James Gannon / James Gallangher
- Doris Day: Erica Stone
- Gig Young: Dr. Hugo Pine
- Nick Adams: Barney Kovac
- Florenz Ames: J.L. Ballentine
- Vivian Nathan: la Sra. Kovac
- Mamie Van Doren: Peggy DeFore
- Peter Baldwin: Harold Miller
- Marion Ross: Katy Fuller
- Charles Lane: Roy
- Jack Albertson: Guia
- Harry Antrim: Lloyd Crowley

## Nominacions
- Oscar al millor actor secundari per Gig Young
- Oscar al millor guió original per Fay Kanin, Michael Kanin
- Globus d'Or al millor actor secundari per Gig Young
- Globus d'Or al millor actor musical o còmic per Clark Gable